# 재떨이 사본
재떨이 사본(영어: ashcan copy)은 주로 미국 만화계에서 오직 미래에 사용할 제목에 대한 상표권을 유지하기 위해 제작되며 상업상 판매는 하지 않는 만화를 가리킨다. 만화만을 가리킬 때 재떨이 만화(영어: ashcan comic)라고 사용한다.
1930년대와 1940년대 무렵인 만화 산업 초기에 유행했다. 1980년대에 밥 버든이 자비출판 만화의 시험판을 가리키는 단어로 사용하면서 부활했다. 1990년대부터는 대량 인쇄유통으로 생산되는 홍보물을 가리키는 말로 사용했다. 영화 및 텔레비전 산업에서 '재떨이 사본'은 판권을 유지할 목적으로 제작하는 싸구려 매체를 가리킨다.

## 기원
현대식 만화는 1930년대에 등장했으며 인기를 급속히 얻었다.

## 영화 및 텔레비전
영화 및 텔레비전 산업에서 '재떨이 사본'은 캐릭터에 대한 면허가 일정기간 후 만료되는 것을 방지하기 위해 제작하는 저품질 매체를 가리킨다. 이런 관행이 이뤄진 초기의 예로 1967년에 제작된 애니메이션판 《호빗》이 있다. 그 외 1994년에 제작된 미공개 영화 《판타스틱 포》, 2011년 《헬레이저: 레버레이션》과 2015년 영상화된 《시간의 수레바퀴》가 있다.